# Chełm (Pogórze Śląskie)

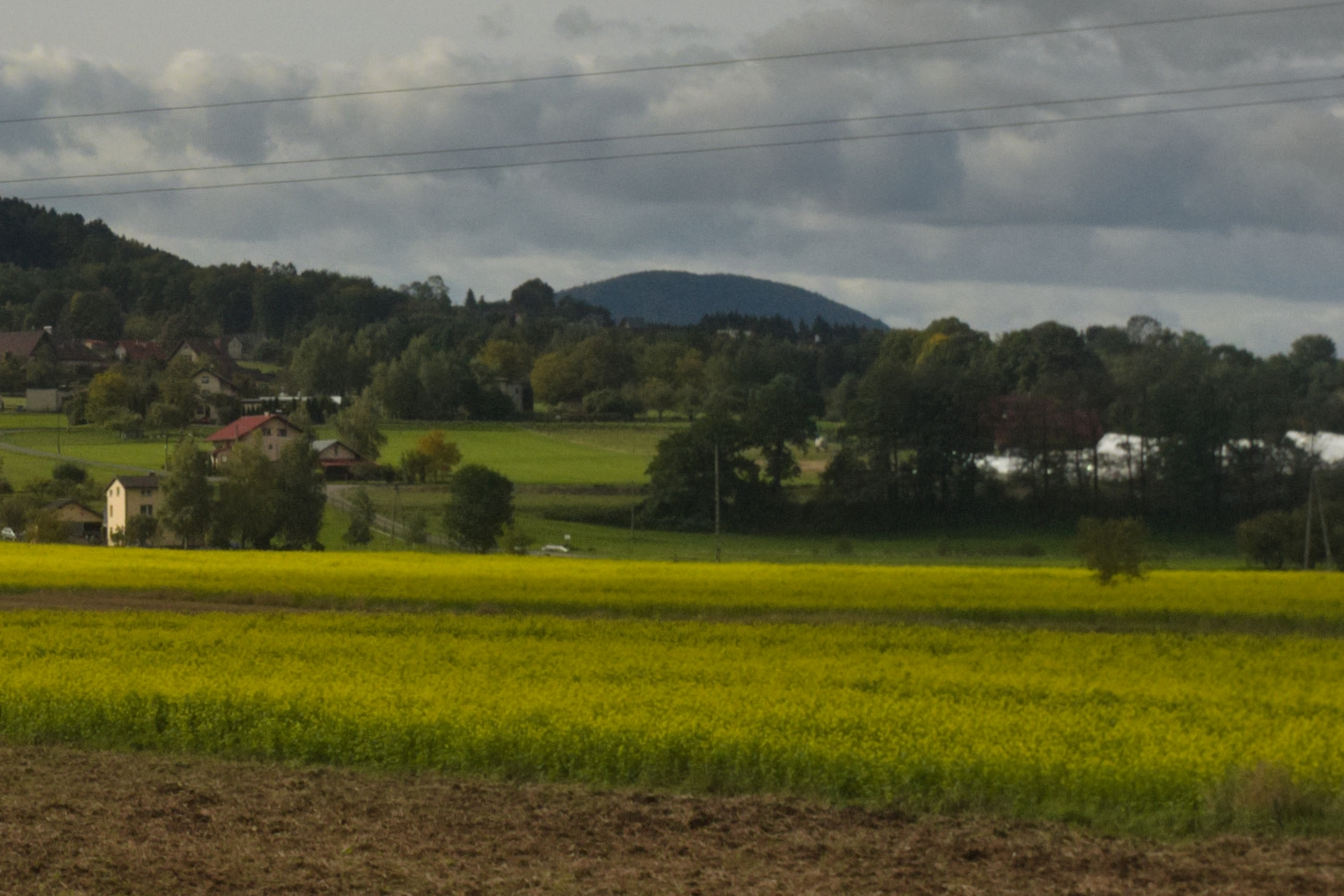
Chełm widziany z Górek Małych

Chełm (464 m n.p.m.) – wzgórze na Pogórzu Śląskim, wznoszące się od północy nad Goleszowem w województwie śląskim.

## Położenie i charakterystyka
Dość rozległe, częściowo jedynie zalesione wzgórze Chełmu stanowi kulminację w grzbiecie wododziałowym Wisły i Odry. Biegnie on od Wielkiej Czantorii przez Małą Czantorię, Tuł, Zagoj i Machową na Jasieniową, a dalej przez centrum Goleszowa na Chełm. Z Chełmu opada nisko ku północnemu zachodowi po tzw. Kamieniec między Ogrodzoną a Gumnami.

## Geologia
Zbudowane w znacznej części z wapieni cieszyńskich otoczonych łupkami cieszyńskimi, odznacza się dość bogatą roślinnością wapieniolubną. Wapień wydobywano tu od XVII w., wypalając z niego w wapiennikach wapno. Później, od końca XIX w., wydobywany tu wapień wykorzystywano w goleszowskiej cementowni.

## Zagospodarowanie
W okresie międzywojennym (1934–1939) oraz krótko po II wojnie światowej (1945-1950) na Chełmie działała zasłużona szkoła szybowcowa. Wyszkoliło się w niej wielu pilotów, m.in. mistrzowie i wicemistrzowie świata w szybownictwie: Edward Makula i Franciszek Kępka. Obecnie znajduje się tu prywatny pensjonat. Na południowych stokach wzgórza mieści się wielka ferma brojlerów.

## Turystyka
Na Chełm prowadzi znakowany kolorem zielonym szlak spacerowy (a jednocześnie trasa rowerowa) z centrum Goleszowa. Szczyt wzgórza stanowi punkt widokowy. Południowa część panoramy obejmuje większość pasm wraz z najwyższymi szczytami w Beskidzie Śląskim i w Beskidzie Morawsko-Śląskim. Widok w kierunku północnym sięga po kominy huty i elektrowni w Łaziskach Górnych oraz hałdy w rejonie Knurowa i Rybnika. Przy dobrej pogodzie na północnym zachodzie widoczne są zarysy pasma Jesioników.